# Onobrychis kluchorica
Onobrychis kluchorica là một loài thực vật có hoa trong họ Đậu. Loài này được Chinth. miêu tả khoa học đầu tiên.